# Ar-Ramsa
Ar-Ramsa (arab. الرمثا) – miasto w Jordanii (muhafaza Irbid); 80 tys. mieszkańców (2006). Ośrodek przemysłowy.